# 藏獒

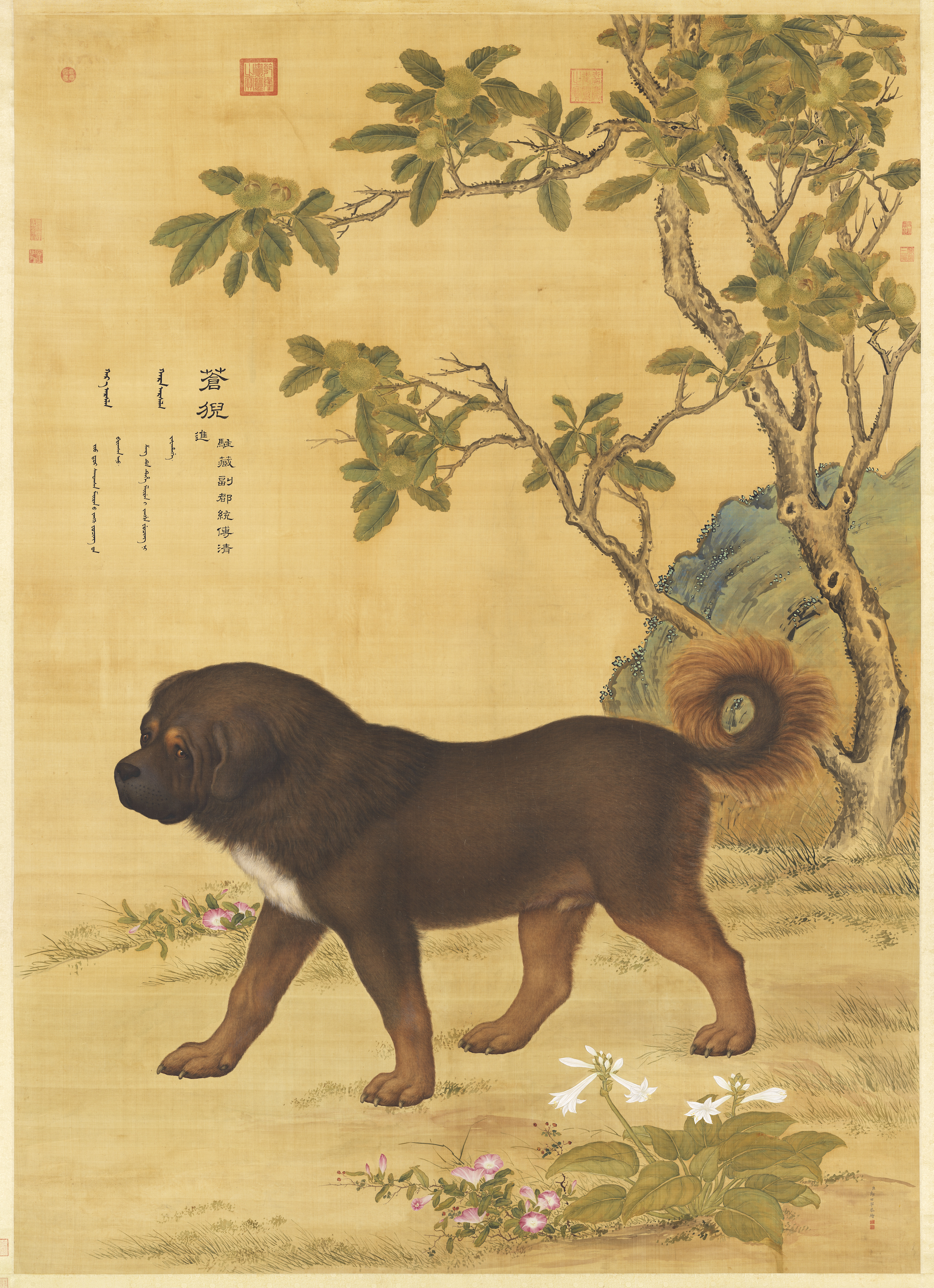
驻藏副都统傅清进献给乾隆帝的藏獒（郎世宁绘）

藏獒（藏語：འདོགས་ཁྱི，威利转写：'dogs khyi，意为拴系的犬，或藏語：འབྲོག་ཁྱི，威利转写：'brog khyi，意为高原牧犬），又称藏獒犬、松藩狗、苍猊犬、雪山獅子。

## 歷史
有看法认为其祖先血緣來自中亞的獒犬（molosser），與高加索犬親緣很近，皆屬於山犬，是世界级珍稀犬种之一，喜愛藏獒的人稱之為“东方神犬”，而尼泊尔政府在1958年更是赠与美国总统艾森豪威尔一对藏獒作为“外交使者”，也是尼泊尔的“国礼”。
藏獒性格凶猛，野性尚存，因此出现多起藏獒伤人甚至死亡的事件。
藏獒最早的文献记载来自于马可波罗的游记，在游记中描述：“藏人的狗有驴子那般大，极为强健而凶猛，可以猎取一切野兽，特别是猎取氂牛。”1744年，英国特使乔治·波格尔（George Bogle）到西藏，在回忆中记录：「西藏狗体型巨大，似雄狮般而且勇敢。」1847年，印度总督哈丁爵士，送了一只藏獒给维多利亚女王。1873年，英国犬协会（Kennel Club）正式称“来自西藏的大狗”为「西藏马士提夫」（Tibetan mastiff）。是年，威尔士王子又带入两只藏獒，1928年之前只有少量藏獒被进口到英国和欧洲等地。

## 飼養
近年來中國大陸寵物業發展快速，藏獒由於外形出色得到很多中國人士的喜愛和不良商販們之間過於炒作導致藏獒在寵物交易市場上價值很高，特別是用於配種的純種犬被炒作到動輒數十萬甚至上千萬人民幣，但現在由於市場飽和，數百元人民幣的藏獒幼犬也隨處可見，而部份名人富豪飼養藏獒的目的只為炫富。大部分被遷往中國内地的藏獒由於生活環境上的改變，使得藏獒容易出現許多疾病，嚴重者可能會因血管破裂而死亡（尤其是氣壓高的平地地區）。同時由於大量與其他犬種的雜交和不良繁殖，使得許多犬隻患有髖關節變異的遺傳疾病。

## 體型

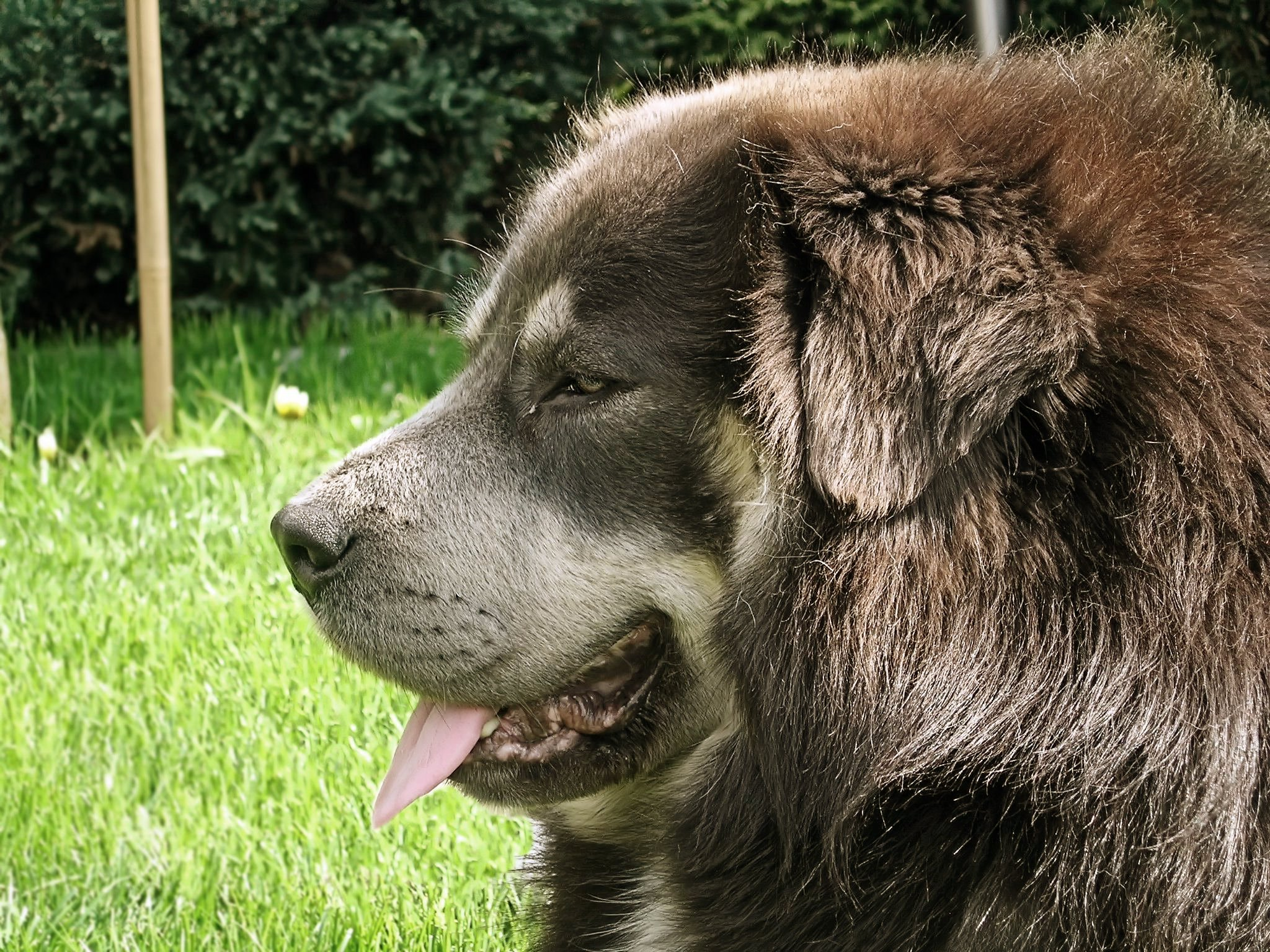
藏獒

平地雄性藏獒身高约75至85（最少70）公分、雌性65至80（最少60）公分，健康体重约40至55公斤；高原雄性藏獒的身高约为60至80（最少55）公分、雌性55至75（最少50）公分，体重约为80到120磅。藏獒十分强壮，全身肌肉饱满，肚子为水平提起而非鬆弛下垂。

## 类型
《爾雅》和《釋畜》曾云：「狗四尺為獒。」實際上，古中国的丈量单位与现在不同，獒在古汉语种的意思为大型的狗。
藏獒的原产地為青藏高原（西藏，青海，甘肃，四川，宁夏，等多个地区），不同产区之间有着不同地特点，甚至在同一地区会出现不同的类型。按照产地分类主要分为三种：
1. 西藏类型
2. 青海类型
3. 河曲类型

藏獒是牧民放牧时用于保护牲畜的工具，同时也是牧民的资产，自古就是由牧民之间的优秀犬只搭配或交由喇嘛计划繁育。藏獒不存在野生情況下自由繁殖的情况，野狗并不符合也不能胜任工作的需要。

## 特色
藏獒為凶猛的犬種，在高原上為應付入侵者時刻保持警惕性和极具攻击性，一些中國城市已经立法禁止饲养包括藏獒在内的大型猛犬。不過藏獒是一種稱職的工作犬和護衛犬，體型高大，有犬類共同的優點：忠心。藏獒服从性較低，故需要較長的训练时间，训练难度也比較大。雖然藏獒與其它大型猛犬（例如比特犬）一樣具攻擊性，但目前於香港漁護處只是要求狗主用狗繩勒住藏獒而無需戴口罩，所以近年在香港發生了幾宗藏獒咬傷途人甚至主人的事故。近些年藏獒炒作緩和，但是由於之前過於神化該犬種仍然有人認為藏獒天下第一，拋去神化炒作依然是世界排前的猛犬。中華民國（台灣）行政院農業委員會則將藏獒在內的獒犬列為危險性犬隻，規定外出應由成年人伴同，並以長度不超過一點五公尺之繩或链牽引，及配戴不影響散熱之透氣口罩。

## 相關作品
中國作家楊志軍曾出版長篇小說《藏獒》，以及散文集《遠去的藏獒》。
女画家李微漪的纪实小说《重返狼群》中多次提到小狼“格林”与藏獒和谐相处的情形。
作家何马在长篇小说《藏地密码》中描绘的“紫麒麟”和“海蓝兽”两种传说中的神兽皆为变种藏獒。